# 高孝琬
高 孝琬（こう こうえん、541年 - 566年）は、中国の北斉の皇族。河間王。高澄の四男。母は東魏の孝静帝の姉の馮翊公主（文襄敬皇后）。

## 経歴
天保元年（550年）5月に北斉が建てられると、7月に孝琬は河間王に封ぜられた。天保10年（559年）8月、尚書右僕射から尚書左僕射となった。11月、司州牧に転じた。河清元年（562年）7月、再び尚書左僕射となった。
孝琬は高澄の正嫡を自認しており、矜持が高かった。河清2年（563年）6月、河南王高孝瑜が死去したとき、宮中の諸王たちは武成帝の怒りを恐れて声を上げる者もなかったが、ひとり孝琬だけは大声で泣き叫んだ。
河清3年（564年）、突厥と北周の軍が太原に侵入したとき、武成帝は戦いを避けて東遷しようとした。孝琬は馬を叩いて諫め、趙郡王高叡の軍を分けて委ねるよう願い出ると、武成帝は孝琬の進言に従った。孝琬が甲を脱いで出発しようとすると、武成帝は使者を出して呼び戻した。北周軍が撤退すると、孝琬は并州刺史に任じられた。天統元年（565年）4月、尚書令に進んだ。
孝琬は政治に不満を持っており、あるとき草で人形を作って射たことがあった。和士開と祖珽が「草の人形は皇帝の体に擬したものである」と誹謗した。かつて東魏の謠言に「河南に種まくと穀物が河北に生え、楊樹を白くして頭に金鶏が鳴く」というものがあった。祖珽は「河南と河北は、河間を指している。金鶏が鳴くのは、孝琬が金の鶏の像を建てて大赦をおこなうことを指している」と説いた。武成帝はこの言葉に惑わされた。
ときに孝琬は仏の歯とされるものを得て、邸の中に置いておくと、夜に神々しい光を放った。昭玄都の法順がこのことを奏聞するよう勧めたが、孝琬は聞き入れなかった。武成帝がこのことを聞いて、仏の歯を探させると、孝琬の邸の蔵に武器や旗数百が発見された。後主はこれを聞いて、謀反の証拠と見なした。孝琬の側室に陳氏という者がいて、孝琬の寵愛がなかったので、「孝琬が陛下の人形を作って哭礼した」と誣告した。孝琬は「これは文襄皇帝（高澄）の像である」と泣いて答えた。武成帝は怒って、武衛の赫連輔玄に孝琬を鞭打たせた。孝琬は阿叔と呼んだので、武成帝は「誰がおまえの叔なのか。あえてわたしを叔と呼ぶのか」と怒った。孝琬は「わたしは神武皇帝（高歓）の嫡孫で、文襄皇帝の嫡子で、東魏の孝静皇帝の外甥です。どうして叔と呼んでいけないのですか」と答えた。武成帝はますます怒って、孝琬の両膝を折って死なせた。諸西山に埋められたが、武成帝の死後、改葬された。
子の高正礼が後を嗣いだ。

## 伝記資料
- 『北斉書』巻11 列伝第3
- 『北史』巻52 列伝第40